# Charlotte Symphony Orchestra
La Charlotte Symphony Orchestra è un'orchestra americana con sede a Charlotte, nella Carolina del Nord. Come la più grande e più attiva organizzazione di arti dello spettacolo delle due Caroline, la Charlotte Symphony esegue circa 100 spettacoli ogni stagione e impiega 100 musicisti professionisti, 62 dei quali hanno un contratto a tempo pieno. La partecipazione annuale alle prestazioni della CSO è superiore ai 200.000 spettatori.
Fondata nel 1932 dal direttore e compositore spagnolo Guillermo S. de Roxlo, che dirigeva 15 musicisti, l'orchestra fu guidata dal direttore Christof Perick dal 2001 al 2010. Nel maggio del 2009, la Charlotte Symphony Orchestra nominò Christopher Warren-Green suo undicesimo direttore musicale, effettivo con la stagione 2010-2011. Perick ha continuato il suo sodalizio con l'orchestra come direttore laureato nella stagione 2010-2011.
La sede principale dell'Orchestra è il Belk Theatre di 1.970 posti nel Blumenthal Performing Arts Center. L'Orchestra funge anche da orchestra residente per l'Opera Carolina ed il Charlotte Ballet. L'anfiteatro Symphony Park di SouthPark (quartiere di Charlotte) ospita i concerti Summer Pops della Charlotte Symphony Orchestra.
Nel 2007 la Charlotte Symphony Orchestra ha pubblicato il suo primo compact disc, una raccolta di capolavori orchestrali di Beethoven, Schubert, Mahler e Mozart, diretta da Christof Perick.
Nel luglio 2009, la Charlotte Symphony Orchestra ha lanciato una campagna di raccolta fondi nel suo concerto "Celebrate America" nel Symphony Park di Charlotte, con l'obiettivo di raccogliere $ 5,6 milioni per coprire i previsti deficit di budget in un periodo di sei anni. Questo fondo è indipendente dal budget operativo annuale della Symphony di $ 7,6 milioni. A febbraio 2010 la Symphony aveva raccolto $ 4,3 milioni per l'obiettivo della raccolta fondi.